# Carolines Baixes
Les Carolines Baixes és un barri d'Alacant que junt amb les Carolines Altes forma la barriada de les Carolines. Limita al sud amb el barri de Sant Antoni, a l'oest amb Campoamor, a l'est amb el Pla del Bon Repòs i al nord, separat per l'avinguda de Jaume Segarra, amb les Carolines Altes. Es troba a uns 35 metres d'altura i el seu codi postal és el 03012. Segons el cens de 2022, compta amb una població de 10.149 habitants (4.851 homes i 5.298 dones).
L'origen del barri és de finals del segle xix quan es van començar a construir cases escampades al nord de la zona d'extramurs. Eren moltes plantes baixes disperses que recordaven la colònia espanyola de les Carolines, al Pacífic, que es va perdre a 1898, i això va ser el que donà nom al barri. Per la seva mida, sempre s'han dividit en «altes» i «baixes».
Els carrers són estrets i pocs són els que arriben de punta a punta del barri. L'avinguda de Xixona a l'oest és un eix important de comunicació però la via central del barri és el carrer de Sevilla. És molt pintoresca la seua única plaça, la de Castelló, més coneguda com a plaça de les palmeretes.
És el barri d'Alacant amb més població valencianoparlant a causa del fet que la seua població és originària de la Marina Alta, la Marina Baixa i l'Alcoià. De totes maneres, el castellà és hui en dia la llengua majoritària, com a la resta de la capital alacantina.
La seua foguera, la de Carolines Baixes, rep el nom del barri, a més en valencià oficialment. Va ser fundada a 1929 i planta a la plaça de Castelló. És la més guardonada a la segona categoria i ha obtingut al llarg de la seua història tres dames del foc: Ana Rocamora, el 2001, María Rodríguez el 2014 i Sonia López Pérez el 2019.